# Nikola Gulan
Nikola Gulan (Belgrado, 23 de marzo de 1989) es un futbolista serbio que juega como defensa.

## Trayectoria
Empezó su carrera deportiva formando parte del F. K. Partizan Belgrado. Nikola Gulan, un pivote que también puede actuar por el carril zurdo de la defensa o el centro del campo. 
El jugador es internacional sub’21 con Serbia, que también ha desfilado por otra media docena de equipos en poco más de siete años, a pesar de su juventud, Gulan se ha destapado como un nómada dentro del escaparate continental. A pesar de seguir perteneciendo al Partizan, consumió la temporada anterior en las filas del Módena y antes ya se había puesto las camisetas de Fiorentina, Empoli, Chievo Verona, Sampdoria o 1860 Múnich. Sin embargo, en ninguno de ellos ha firmado unas cifras demasiado profundas y todavía no ha tenido la oportunidad de echar raíces.
Aouate ha aprovechado su relación con la empresa Lian Sports para reforzar el juego ofensivo del Mallorca con el jugador. El jugador ha rescindido su contrato con el Partizan y firma en 2014 con el R. C. D. Mallorca.
El 24 de julio de 2015 se desvinculó del R. C. D. Mallorca para firmar por el Royal Mouscron-Péruwelz de la Primera División Belga.

## Clubes
| Club                        | País     | Año       |
| --------------------------- | -------- | --------- |
| F. K. Partizan Belgrado     | Serbia   | 2006-2007 |
| ACF Fiorentina              | Italia   | 2007-2012 |
| U. C. Sampdoria (cedido)    | Italia   | 2008      |
| TSV 1860 Múnich (cedido)    | Alemania | 2009      |
| Empoli F. C. (cedido)       | Italia   | 2009-2010 |
| A. C. ChievoVerona (cedido) | Italia   | 2012      |
| Modena F. C.                | Italia   | 2012-2013 |
| F. K. Partizan Belgrado     | Serbia   | 2013-2014 |
| R. C. D. Mallorca           | España   | 2014-2015 |
| Royal Excel Mouscron        | Bélgica  | 2015-2019 |
| Hapoel Haifa F. C.          | Israel   | 2019-2020 |
| BK Häcken                   | Suecia   | 2020      |
| Balzan F. C.                | Malta    | 2022      |
| F. K. Radnički Belgrado     | Serbia   | 2022-2023 |
| F. K. Kolubara              | Serbia   | 2023-2024 |